# Hildegard Maria von Bayern

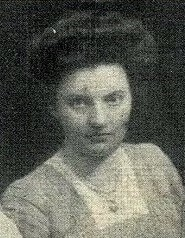
Prinzessin Hildegard Maria von Bayern (um 1909)

Hildegard von Bayern, getauft als Hildegard Maria Christina Therese, (* 5. März 1881 in München; † 2. Februar 1948 auf Schloss Wildenwart) war eine bayrische Prinzessin.

## Leben
Sie war die Tochter von Ludwig III. und dessen Ehefrau Maria Theresia von Modena.
Hildegard war kunstinteressiert und malte selbst. Da sie als Frau nicht an den Unterrichtsstunden teilnehmen durfte, stand sie in Schriftverkehr mit dem Kunstmaler Heinrich von Zügel, dem sie ihre Entwürfe zur Korrektur per Post zusandte.
Sie war zum Rosenkongress in Zweibrücken im Jahr 1914 angereist und eröffnete am 20. Juni des Jahres den Rosengarten Zweibrücken. In diesem Jahr stellte der Rosenzüchter Peter Lambert eine nach ihr benannte, leicht duftende, cremegelbe Teehybride vor.
Mit der Schriftstellerin Emilia Giehrl (1837–1915) verband Hildegard eine sehr herzliche Freundschaft; nach dem Tod von Emilia Giehrl schrieb sie ein Buch über sie.
Ihre Mutter Maria Theresia unterstützte den Münchener „Verein für Fraueninteressen“, in dem sich die Mitglieder in der „städtischen Kriegsfürsorge“ engagierten. An der am 1. und 2. Oktober 1915 in München stattfindenden „Kriegstagung süddeutscher Frauen“ nahm Hildegard mit ihren beiden Schwestern Helmtrud und Wiltrud teil. Thema dieser Tagung waren die sozialpolitischen Probleme, die der Krieg mit sich brachte. Es ging um den Säuglingsschutz, die Hinterbliebenenfürsorge und Berufsberatungen für erwerbstätige Frauen. Hildegard und ihre Schwester Helmtrud erhielten am 8. Dezember 1915 als Auszeichnung für ihr Engagement bei der Pflege der verwundeten Soldaten durch Wilhelm II. die Rote Kreuz-Medaille III. Klasse.
Prinzessin Hildegard von Bayern wurde im Dom zu München beigesetzt.

### Vorfahren
| Ahnentafel von Hildegard von Bayern | Ahnentafel von Hildegard von Bayern                                                               | Ahnentafel von Hildegard von Bayern                                                                                          | Ahnentafel von Hildegard von Bayern                                                                             | Ahnentafel von Hildegard von Bayern                                                                 | Ahnentafel von Hildegard von Bayern                                                                                  | Ahnentafel von Hildegard von Bayern                                                                                  | Ahnentafel von Hildegard von Bayern                                                                                  | Ahnentafel von Hildegard von Bayern                                                                                  |
| ----------------------------------- | ------------------------------------------------------------------------------------------------- | --- | --- | --------------------------------------------------------------------------------------------------- | --- | --- | --- | --- |
| Ururgroßeltern                      | König Maximilian I. Joseph (1756–1825) ⚭ 1785 Auguste Wilhelmine von Hessen-Darmstadt (1765–1796) | Herzog Friedrich von Sachsen-Hildburghausen (1763–1834) ⚭ 1785 Charlotte Georgine Luise von Mecklenburg-Strelitz (1769–1818) | Großherzog Ferdinand III. von Österreich-Toskana (1769–1824) ⚭ 1790 Luisa Maria von Neapel-Sizilien (1773–1802) | Maximilian von Sachsen (1759–1838) ⚭ 1792 Caroline von Bourbon-Parma (1770–1804)                    | Erzherzog Ferdinand Karl von Österreich (1754–1806) ⚭ 1812 Maria Beatrice d’Este (1750–1829)                         | König Viktor Emanuel I. von Sardinien (1759–1824) ⚭ 1789 Maria Theresia von Österreich-Este (1773–1832)              | Kaiser Leopold II. (1747–1792) ⚭ 1765 Maria Ludovica von Spanien (1745–1792)                                         | Ludwig von Württemberg (1756–1817) ⚭ 1784 Henriette von Nassau-Weilburg (1780–1857)                                  |
| Urgroßeltern                        | König Ludwig I. (1786–1868) ⚭ 1810 Therese von Sachsen-Hildburghausen (1792–1854)                 | König Ludwig I. (1786–1868) ⚭ 1810 Therese von Sachsen-Hildburghausen (1792–1854)                                            | Großherzog Leopold II. von Österreich-Toskana (1797–1870) ⚭ 1816 Maria Anna von Sachsen (1799–1832)             | Großherzog Leopold II. von Österreich-Toskana (1797–1870) ⚭ 1816 Maria Anna von Sachsen (1799–1832) | Erzherzog Franz IV. von Österreich-Este, Herzog von Modena (1779–1846) ⚭ 1812 Maria Beatrix von Savoyen (1792–1840)  | Erzherzog Franz IV. von Österreich-Este, Herzog von Modena (1779–1846) ⚭ 1812 Maria Beatrix von Savoyen (1792–1840)  | Erzherzog Joseph Anton Johann von Österreich (1776–1847) ⚭ 1819 Maria Dorothea von Württemberg (1797–1855)           | Erzherzog Joseph Anton Johann von Österreich (1776–1847) ⚭ 1819 Maria Dorothea von Württemberg (1797–1855)           |
| Großeltern                          | Prinzregent Luitpold von Bayern (1821–1912) ⚭ 1844 Auguste Ferdinande von Österreich (1825–1864)  | Prinzregent Luitpold von Bayern (1821–1912) ⚭ 1844 Auguste Ferdinande von Österreich (1825–1864)                             | Prinzregent Luitpold von Bayern (1821–1912) ⚭ 1844 Auguste Ferdinande von Österreich (1825–1864)                | Prinzregent Luitpold von Bayern (1821–1912) ⚭ 1844 Auguste Ferdinande von Österreich (1825–1864)    | Erzherzog Ferdinand Karl von Österreich-Este (1821–1849) ⚭ 1847 Elisabeth Franziska Maria von Österreich (1831–1903) | Erzherzog Ferdinand Karl von Österreich-Este (1821–1849) ⚭ 1847 Elisabeth Franziska Maria von Österreich (1831–1903) | Erzherzog Ferdinand Karl von Österreich-Este (1821–1849) ⚭ 1847 Elisabeth Franziska Maria von Österreich (1831–1903) | Erzherzog Ferdinand Karl von Österreich-Este (1821–1849) ⚭ 1847 Elisabeth Franziska Maria von Österreich (1831–1903) |
| Eltern                              | König Ludwig III. (1845–1921) ⚭ 1868 Marie Therese von Österreich-Este (1849–1919)                | König Ludwig III. (1845–1921) ⚭ 1868 Marie Therese von Österreich-Este (1849–1919)                                           | König Ludwig III. (1845–1921) ⚭ 1868 Marie Therese von Österreich-Este (1849–1919)                              | König Ludwig III. (1845–1921) ⚭ 1868 Marie Therese von Österreich-Este (1849–1919)                  | König Ludwig III. (1845–1921) ⚭ 1868 Marie Therese von Österreich-Este (1849–1919)                                   | König Ludwig III. (1845–1921) ⚭ 1868 Marie Therese von Österreich-Este (1849–1919)                                   | König Ludwig III. (1845–1921) ⚭ 1868 Marie Therese von Österreich-Este (1849–1919)                                   | König Ludwig III. (1845–1921) ⚭ 1868 Marie Therese von Österreich-Este (1849–1919)                                   |
| Hildegard von Bayern                |                                                                                                   | | | | | | | |

## Werke
- Erinnerungen an Tante Emmy. (Emmy Giehrl, geb. Aschenbrenner), Herausgegeben von einer Freundin, München 1916.